# Comte de Buchan

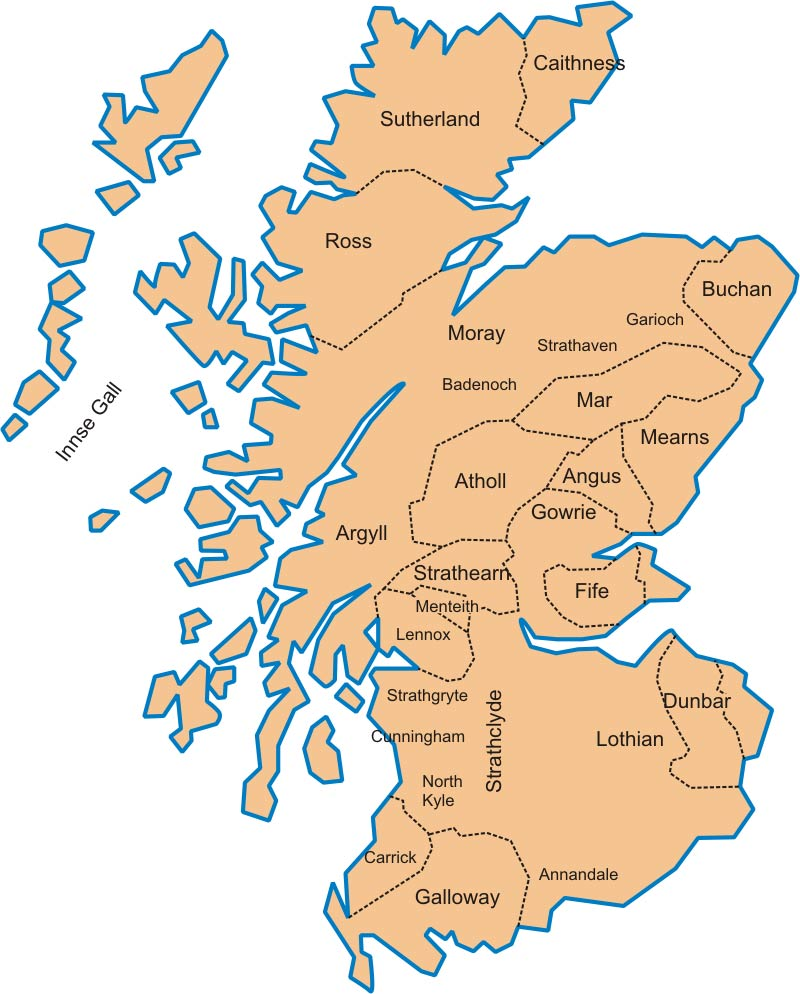
Carte des principales seigneuries d'Écosse vers 1230.

Comte de Buchan est un titre dans la pairie d'Écosse. Le titre de comte de Buchan fait suite à celui de mormaer de Buchan, qui était donné au seigneur de la province médiévale de Buchan. Ce titre, ainsi que celui de comte de Mar, est lié à une ancienne province picte. Ces deux provinces appartiennent de nos jours à l'Aberdeenshire.
À partir des donations enregistrées dans le « Book of Deer » on peut reconstituer la liste des premiers mormaer de Buchan dont la trace est conservée. Le titre de comte passe ensuite par mariage à la famille Comyn.

## Histoire du titre
Le titre est recréé une seconde fois pour Alexandre Stuart, fils du roi Robert II d'Écosse, en 1382, peu après son mariage avec Euphemia Ross, la fille et héritière de William Ross († 1372), 5e comte de Ross. Lors de ce mariage, il acquiert les terres des Ross, mais seulement pour la durée de sa vie. Au lieu de le créer comte de Ross, son père le crée comte de Buchan.
À sa mort sans héritier légitime, le titre passe à son frère Robert Stuart, 1er duc d'Albany depuis 1398. Celui-ci le cède à son fils John Stuart (v. 1380-1424) peu après. Toutefois, dans les premières années, le comte ne possède pas suffisamment de terres pour soutenir son titre. Les chartes et autres documents juridiques qui nous sont parvenus le désignent alors comme « seigneur de Buchan ». Ce n'est qu'en mai 1412 qu'il commence à être désigné officiellement comte de Buchan dans ces documents.
John Stuart est tué lors de la bataille de Verneuil, le 17 août 1424. Le roi Jacques Ier d'Écosse prend le contrôle de ses terres.
Le titre est recréé en 1469 ou entre avril et mi-septembre 1470   pour James Stewart (en) (1442–1499). Il est le demi-frère de Jacques II d'Écosse († 1460) par leur mère, et le chambelan du roi Jacques III depuis 1469. À sa mort, fin 1499 ou tout début 1500, le titre passe à son fils Alexander.
Avant 1617, James Erskine († 1640) épouse Mary Douglas, comtesse de Buchan de jure, fille et héritière de James Douglas († 1601), 5e comte de Buchan. Le titre lui est octroyé personnellement par le roi la même année, sa femme y renonçant en sa faveur.

## Liste des comtes de Buchan

### Premiersmormaerset comtes de Buchan
- Domhnall mac Ruaidhri sous le règne de Malcolm II d'Écosse ;
- Domhnall mac Dubhacain ;
- Cainneach mac Dubhacain, son frère ;
- vers 1115 avant 1150 : Gartnait (en), son fils, épouse de Ete fille de Gille Míchéil de Fife
- vers 1178 : Eva (de), leur fille, épouse de
- Colbain (en)
- Roger (de) son fils,
- vers 1199: Fergus (en) son fils ,
- Marjory (en) († v. 1244), sa fille, épouse en 1212 de
  - 1212-1233 : William Comyn († 1233), justiciar d'Écosse ;
- v.1244[5]-1289 : Alexander Comyn († 1289), 6e[5] comte de Buchan ;
- 1289-1308 : John Comyn (v.1250-1308).

Le comté revient à la couronne à sa mort sans descendance mais le titre est réclamé par Henri de Beaumont de jure uxoris, au nom de son épouse Alice Comyn, nièce de John.

### Seconde création (1382)
- 1382-1405 : Alexandre Stuart (v. 1345-1405) ;
- 1405-v. 1406 : Robert Stuart (v. 1340-1420), 1er duc d'Albany. Il transmet le titre à son fils vers 1406 ;
- 1412-1424 : John Stuart (v. 1380-1424), connétable de France. N'a pas les terres pour soutenir le titre de comte jusqu'en 1412 ;

### Troisième création (1469)
- 1469-1499 – 1er : James Stewart (en) (1442-1499), chambellan d'Écosse ;
- 1499-1505 – 2e : Alexander Stewart (en) († 1505), fils du précédent ;
- 1505-1551 – 3e : John Stewart (en) († 1551), fils du précédent ;
- 1551-1580 : Christina Stewart (en) († 1580), petite-fille du précédent ;
  - Robert Douglas († 1580), son époux ;
- 1580-1601 – 5e : James Douglas (en) († 1601), fils des précédents ;
- av. 1606[4]-1617 : Mary Douglas (de) († 1628), renonce au titre en faveur de son mari James Erskine (en) en 1617 ;
- avant 1617-1640 – 6e : James Erskine (en) († 1640), son époux, qui assume le titre ;
- 1640-1664 – 7e : James Erskine (en) († 1664), fils des précédents ;
- 1664-1695 – 8e : William Erskine (de) († 1695) ;
- 1695-1745 – 9e : David Erskine (en) (1672-1745) ;
- 1745-1767 – 10e : Henry David Erskine (1710-1767) ;
- 1767-1829 – 11e : David Stuart Erskine (1742-1829), homme politique britannique ;
- 1829-1857 – 12e : Henry David Erskine (en) (1783-1857) ;
- 1857-1898 – 13e : David Stuart Erskine (en) (1815-1898) ;
- 1898-1934 – 14e : Shipley Gordon Stuart Erskine (en) (1850-1934) ;
- 1934-1960 – 15e : Ronald Douglas Stuart Mar Erskine (de) (1878-1960) ;
- 1960-1984 – 16e : Donald Cardross Flower Erskine (de) (1899-1984) ;
- 1985-2022 – 17e : Malcolm Harry Erskine (en) (né en 1930).
- depuis 2022 – 18e : Henry Thomas Alexander Erskine (né en 1960).

## Sources
- John L.Roberts, Lost Kingdoms, Celtic Scotland and the Middle Ages, Edinburgh University Press, Edinburgh (1997).  (ISBN 0748609105) ; Figure 3.2 « The Comyns and their allies (after Duncan and the Scots peerage)  », p. 51.
- « Earls of Buchan » by Leigh Rayment, on Leigh Rayment Peerage Page.